# Pablo Aimar
Pablo César Aimar Giordano (n. 3 noiembrie 1979) este un fotbalist profesionist argentinian, în prezent liber de contract.

## Goluri internaționale
| #  | Data              | Stadion                                     | Oponent                    | Scor | Rezultat | Competiția                                             |
| -- | ----------------- | ------------------------------------------- | -------------------------- | ---- | -------- | ------------------------------------------------------ |
| 1. | 16 august 2000    | Estadio Monumental, Buenos Aires, Argentina | Paraguay                   | 1–1  | 1–1      | 2002 World Cup qualification                           |
| 2. | 27 martie 2002    | Geneva, Elveția                             | Camerun                    | 2–1  | 2–2      | Meci amical                                            |
| 3. | 30 aprilie 2003   | iunie 11 Stadium, Tripoli, Libia            | Libia                      | 3–1  | 3–1      | Meci amical                                            |
| 4. | 6 septembrie 2003 | Estadio Monumental, Buenos Aires, Argentina | Chile                      | 2–0  | 2–2      | Calificările pentru Campionatul Mondial de Fotbal 2006 |
| 5. | 9 septembrie 2003 | Estadio Olímpico, Caracas, Venezuela        | Venezuela                  | 1–0  | 3–0      | Calificările pentru Campionatul Mondial de Fotbal 2006 |
| 6. | 15 noiembrie 2003 | Estadio Monumental, Buenos Aires, Argentina | Bolivia                    | 3–0  | 3–0      | Calificările pentru Campionatul Mondial de Fotbal 2006 |
| 7. | 29 iunie 2005     | Waldstadion, Frankfurt, Germania            | Brazilia                   | 1–4  | 1–4      | Cupa Confederațiilor FIFA 2005                         |
| 8. | 28 iunie 2007     | José Pachenco Romero, Maracaibo, Venezuela  | Statele Unite ale Americii | 3–1  | 4–1      | Copa América 2007                                      |

## Palmares

### Club
River Plate
- Primera División: 1996 Apertura, 1997 Apertura, 1999 Apertura, 2000 Clausura
- Copa Libertadores: 1996
- Supercopa Sudamericana: 1997

Valencia
- La Liga: 2001–02, 2003–04
- Cupa UEFA: 2003–04
- Supercupa Europei: 2004
- Liga Campionilor UEFA

Finalist: 2000–01
Benfica
- Primeira Liga:  2009–10
- Taça da Liga: 2008–09, 2009–10, 2010–11, 2011–12
- UEFA Europa League

Finalist: 2012–13
- Taça de Portugal

Finalist: 2012–13

### Națională
Argentina U-17
- Campionatul sud-american Under-17

Finalist: 1995
- Campionatul Mondial U-17

Locul 3: 1995
Argentina U-20
- Campionatul sud-american U-20: 1997, 1999
- Campionatul Mondial U-20: 1997

Argentina
- Cupa Confederațiilor FIFA

Finalist: 2005
- Copa América

Finalist: 2007

### Individual
- Campionatul Mondial U-20: Balonul de Bronz 1997
- Jucătorul anului la Benfica: 2011[1]

## Statistici

### Club
La 18 aprilie 2014.
| Club               | Sezon         | Ligă    | Ligă   | Cupă    | Cupă   | Continental | Continental | Altele  | Altele | Total   | Total  |
| Club               | Sezon         | Meciuri | Goluri | Meciuri | Goluri | Meciuri     | Goluri      | Meciuri | Goluri | Meciuri | Goluri |
| ------------------ | ------------- | ------- | ------ | ------- | ------ | ----------- | ----------- | ------- | ------ | ------- | ------ |
| River Plate        | 1996–97       | 1       | 0      |         |        |             |             |         |        |         |        |
| River Plate        | 1997–98       | 16      | 4      |         |        |             |             |         |        |         |        |
| River Plate        | 1998–99       | 18      | 2      |         |        |             |             |         |        |         |        |
| River Plate        | 1999–00       | 32      | 13     |         |        |             |             |         |        |         |        |
| River Plate        | 2000–01       | 15      | 2      |         |        | 5           | 1           |         |        | 20      | 3      |
| River Plate        | Total         | 82      | 21     |         |        | 5           | 1           |         |        | 87      | 22     |
| Valencia           | 2000–01       | 10      | 2      | –       | –      | –           | –           | –       | –      | 10      | 2      |
| Valencia           | 2001–02       | 33      | 4      | 1       | 0      | 6           | 2           | –       | –      | 40      | 6      |
| Valencia           | 2002–03       | 31      | 8      | 2       | 0      | 11          | 3           | –       | –      | 44      | 11     |
| Valencia           | 2003–04       | 25      | 4      | 5       | 0      | 8           | 0           | –       | –      | 38      | 4      |
| Valencia           | 2004–05       | 31      | 4      | 1       | 0      | 6           | 2           | –       | –      | 37      | 6      |
| Valencia           | 2005–06       | 32      | 5      | 2       | 0      | 1           | 0           | –       | –      | 35      | 5      |
| Valencia           | Total         | 162     | 27     | 10      | 0      | 32          | 7           | –       | –      | 204     | 34     |
| Zaragoza           | 2006–07       | 31      | 5      | 1       | 0      | –           | –           | –       | –      | 32      | 5      |
| Zaragoza           | 2007–08       | 22      | 0      | 2       | 0      | 1           | 0           | –       | –      | 25      | 0      |
| Zaragoza           | Total         | 53      | 5      | 3       | 0      | 1           | 0           | –       | –      | 57      | 5      |
| Benfica            | 2008–09       | 22      | 1      | 2       | 0      | 1           | 0           | 4       | 1      | 29      | 2      |
| Benfica            | 2009–10       | 25      | 4      | 1       | 0      | 11          | 1           | 4       | 0      | 41      | 5      |
| Benfica            | 2010–11       | 23      | 5      | 6       | 1      | 12          | 1           | 5       | 0      | 46      | 7      |
| Benfica            | 2011–12       | 24      | 2      | 2       | 0      | 12          | 1           | 4       | 0      | 42      | 3      |
| Benfica            | 2012–13       | 13      | 0      | 3       | 0      | 3           | 0           | 2       | 0      | 21      | 0      |
| Benfica            | Total         | 107     | 12     | 14      | 1      | 39          | 3           | 18      | 1      | 178     | 17     |
| Johor Darul Takzim | 2014          | 8       | 2      | 0       | 0      | –           | –           | –       | –      | 8       | 2      |
| Johor Darul Takzim | Total         | 8       | 2      | 0       | 0      | 0           | 0           | 0       | 0      | 8       | 2      |
| Johor Darul Takzim | Total carieră | 412     | 67     | 27      | 1      | 77          | 11          | 18      | 1      | 534     | 80     |

### Internațional
| Argentina | Argentina | Argentina |
| An        | Meciuri   | Goluri    |
| --------- | --------- | --------- |
| 1999      | 2         | 0         |
| 2000      | 5         | 1         |
| 2001      | 7         | 0         |
| 2002      | 6         | 1         |
| 2003      | 9         | 4         |
| 2004      | 2         | 0         |
| 2005      | 6         | 1         |
| 2006      | 6         | 0         |
| 2007      | 7         | 1         |
| 2008      | 0         | 0         |
| 2009      | 2         | 0         |
| Total     | 52        | 8         |

## Refernițe
1. ↑  Gala 108.° aniversário do Sport Lisboa e Benfica (Sport Lisboa and Benfica's 108th anniversary gala); Magalhães SAD SLB, 29 februarie 2012 pt
2. ↑  „P. Aimar”. Soccerway. Arhivat din original la 28 mai 2014. Accesat în 22 aprilie 2014.
3. ↑  Pablo Aimar la ESPNsoccernet